# Baie des Cormorans
La baie des Cormorans (en russe : Бухта Баклан, Boukhta Baklan), appelée communément de son nom d'avant 1972 Mantchour (en russe : Манчжур) est une baie située sur la côte de la mer du Japon de la Russie, dans le raïon de Khassan, dans le sud du kraï du Primorié. Elle est bordée au nord par la commune de Slavianka et la  péninsule de Bruce, et au sud par la péninsule Klerk.

## Toponymie
La baie des Cormorans doit son nom à l'oiseau éponyme. Mais le nom est récent, datant du renommage des lieux géographiques en Extrême-Orient en 1972. Le nom était auparavant la baie Mandtchour, en l'honneur de la canonnière Mandtchour (ru). Ce premier nom est toujours utilisée localement.

## Géographie
La baie des Cormorans se trouve dans le sud du kraï du Primorié, dans le raïon de Khassan, et le kraï se situe en Extrême-Orient russe. Au nord de la baie se trouve la commune urbaine de Slavianka. Elle fait partie du grand golfe de Pierre-le-Grand. La baie est délimitée au nord par le cap Tchirok de la péninsule de Bruce, et au sud par la péninsule Klerk. Elle est divisée en deux parties inégales par le petit cap Nerpa vers le centre-sud du littoral. En face de la baie se trouvent les îles Antipenko et Sibiriakova. Approximativement vers le centre du littoral se jette dans la mer la rivière Poïma,.
Le rivage de la baie est au bord des forêts, avec un littoral de plus en plus rocheux escarpé à mesure que l'on s'approche du cap Tchirok sur la péninsule Bruce. Le centre a un rivage de plages de sables peu profondes tandis qu'au sud de l'estuaire de la Poïma, les plantes sont nombreuses sur le littoral. Presque tout le long de la plage, des lagons, flèches, canaux et lacs se trouvent juste derrière la plage. La plage a une largeur de 30 à 100 mètres, séparant l'eau de la mer de l'eau douce. Les lacs où l'eau douce stagne servent d'aires de nidification pour les canards et les hérons.
En août, la température moyenne de l'eau est de 21–22 °C, et peut atteindre 26–27 °C en été dans les zones peu profondes. En hiver au contraire, la baie est recouverte de glace de janvier à la mi-mars.
La profondeur de la baie diminue progressivement à mesure que l'on s'approche du littoral.
Les marées sont insignifiantes, en moyenne 16-17 cm, et au maximum 50 cm.

## Tourisme
Le nord de la baie, qui fait partie de Slavianka, est un des grands centres de tourisme balnéaire du raïon de Khassan, avec de nombreux touristes et avec des magasins et autres installations touristiques. Une route goudronnée mène à la plage. Le surf est pratiqué durant la saison touristique.

## Galerie

Vues de la baie :
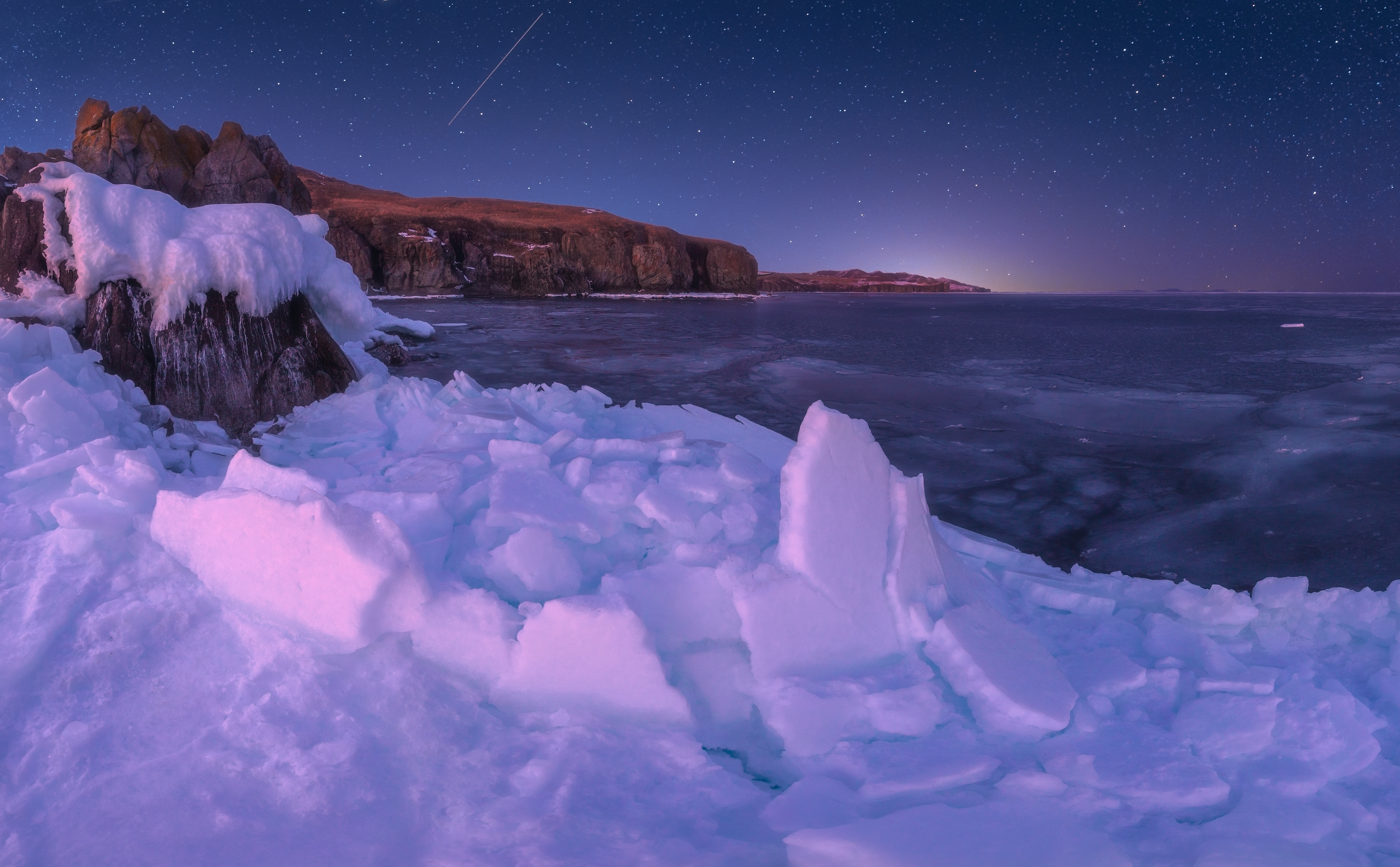
En hiver au niveau de la péninsule de Bruce.
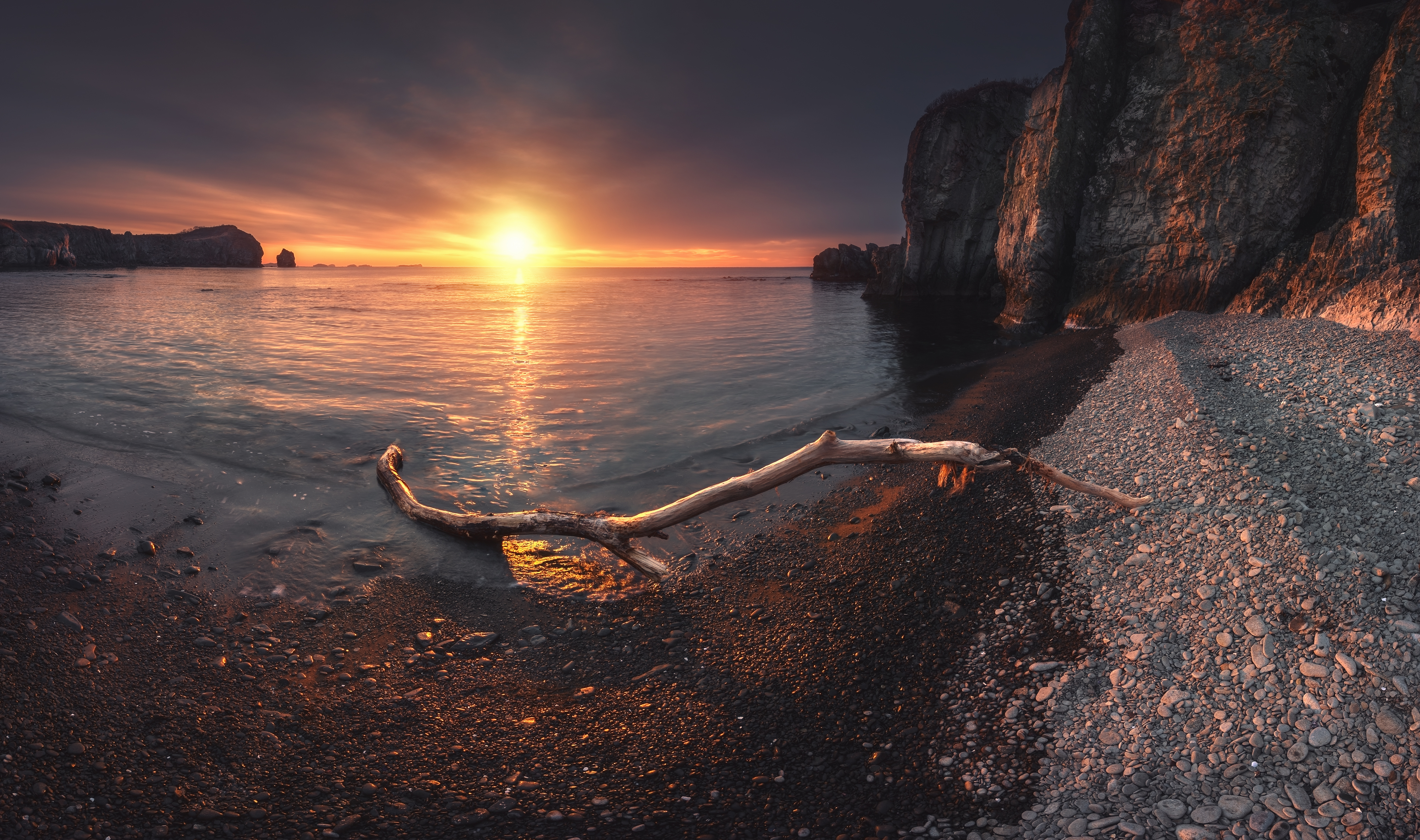
Lever de soleil sur la baie.
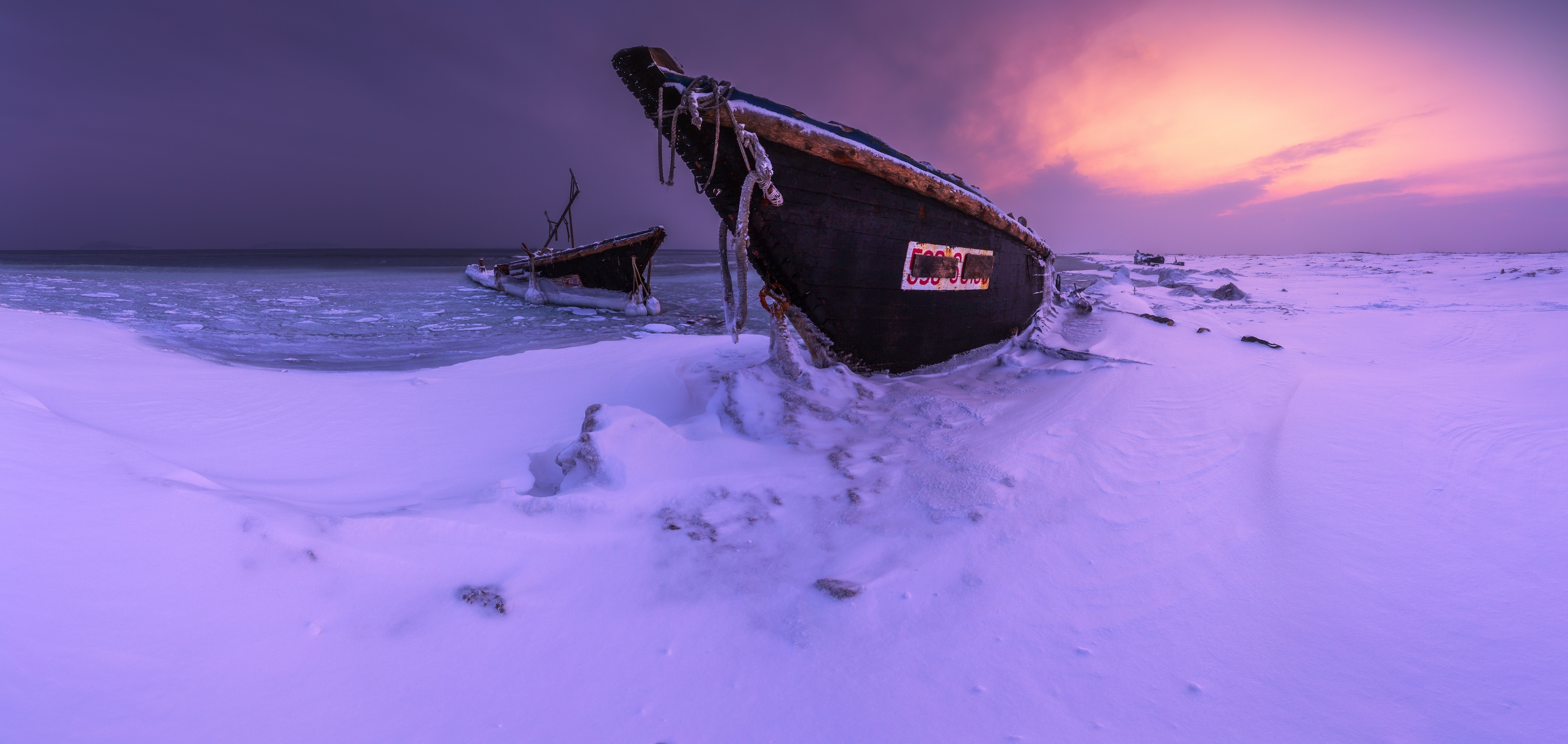
Bateau dans les glaces en hiver.
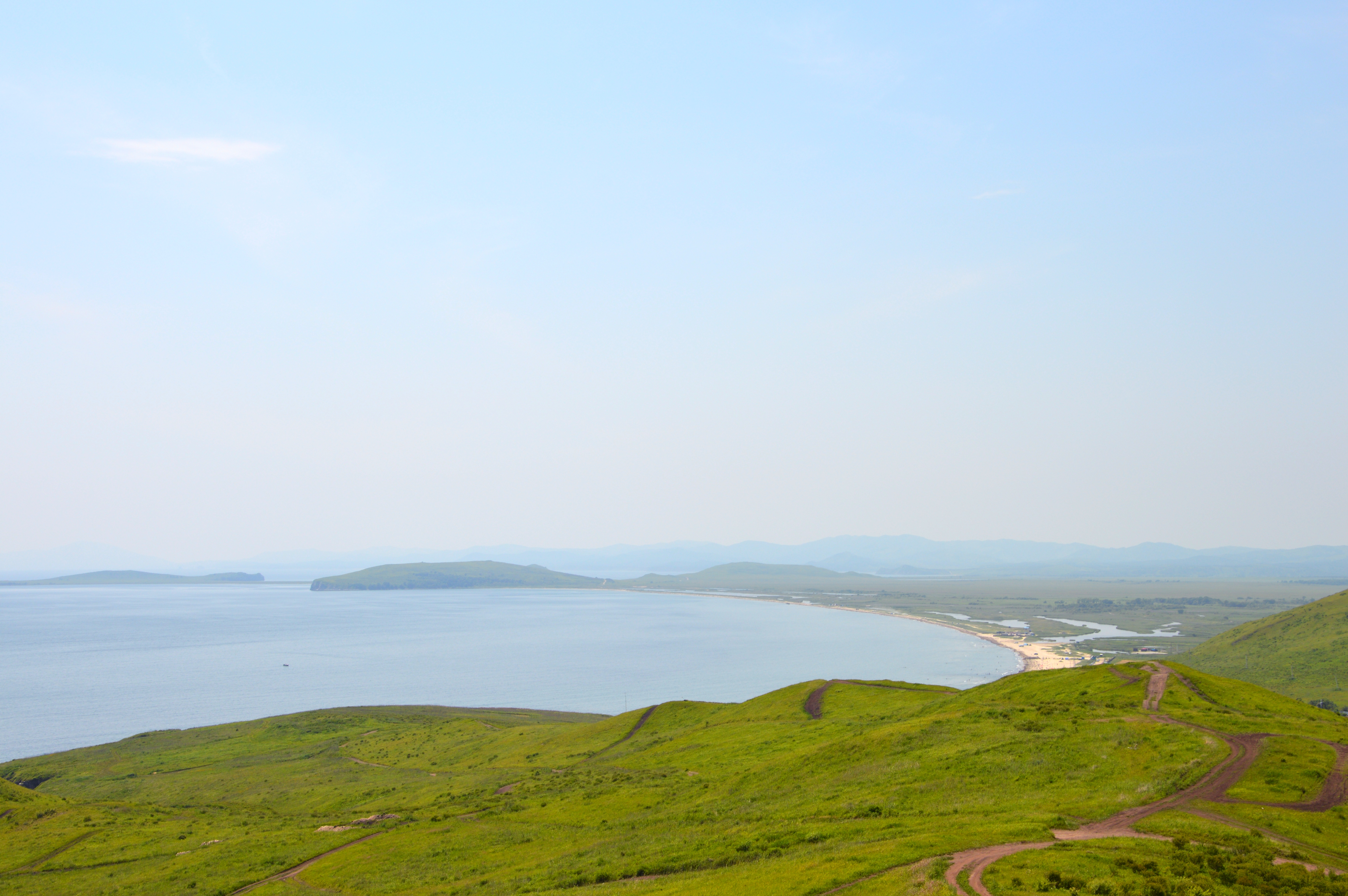
Vue depuis le nord de la baie.